# Xian de Wutai
Le xian de Wutai (五台县 ; pinyin : Wǔtái Xiàn) est un district administratif de la province du Shanxi en Chine. Il est placé sous la juridiction de la ville-préfecture de Xinzhou. Il doit son nom au mont Wutai

## Démographie
La population du district était de 311 994 habitants en 1999.